# Jacques Boisgontier
Jacques Boisgontier, né à Bordeaux le 17 juillet 1937 et mort à Cabrières le 27 février 1998, est un linguiste français. 

## Biographie
Après des études à l’Université de Bordeaux, il enseigne l’espagnol à Mourenx puis à Auch. À partir de la rentrée 1969, il devient chargé de cours d’occitan à l’Université de Bordeaux et, simultanément, assistant à l’université de Poitiers. A l’automne 1975, il entre au Laboratoires d’Etudes Méridionales de Toulouse - Centre National de la Recherche Scientifique - comme assistant de recherches puis ingénieur d’études. 
Ses travaux sur le domaine occitan sont particulièrement variés : linguistique, ethnologie et littérature occitanes, variétés méridionales du français, onomastique. Le numéro 29-30 de la Nouvelle Revue d’Onomastique de 1997, publié en 1998, a été dédié à sa mémoire. Un nécrologe, par Pierre-Henri Billy, a paru dans la même revue, n° 31-32, 1998, pp. 355-356. La Revue des Langues Romanes lui a consacré un volume entier : Jean-Pierre Chambon et Philippe Gardy réunissent de nombreuses études romanes dans le tome CIII, année 1999, n° 2.
Jacques Boisgontier est l'auteur du dictionnaire du français régional des Pays aquitains. Il a collaboré avec Xavier Ravier, à l'Atlas linguistique et ethnographique du Languedoc occidental. Il est enfin l'éditeur de Jean-François Bladé, Félix Arnaudin, Bernard Manciet, Antonin Perbosc.

## Eléments de bibliographie
- En collaboration avec Sylvette Bérenguier-Gilet. Contes del Sarladés. Périgueux, Novelum – I.E.O. (Thiviers, Jean Virmoneix), 1981. 144 p.
- Contes de Gasconha. Prumèra garba. Causida (contes epics). Pref. de Max Roqueta. Lavit, Lo Libre Occitan, 1966. VIII-213 p. (Coll. « L’òme verd », 1). Repris : Finhan, Cap e cap, 1974. VIII-212 p.
- Recueil des proverbes de la Grande-Lande : proverbes, dictons, devinettes, formulettes et prières. Textes mis à jour et présentés par Adrien Dupin et Jacques Boisgontier. Bordeaux, Groupement des Amis de Félix Arnaudin, 1965. XXIX-494 p.
- Contes populaires de la Grande Lande. Première série. Texte gascon et traduction française en regard. Préface de Yves Lefèvre. Textes présentés et traduits par A. Dupin et J. Boisgontier. Photographies de Félix Arnaudin. Illustrations d’Osmin Ricau et René Rougerie. Bordeaux, Groupement des Amis de Félix Arnaudin – Escole Jaufré-Rudel (Bordeaux, impr. Taris), 1966. XXVII-577 p.
- Contes populaires de la Grande Lande. Deuxième série. Texte gascon et traduction française en regard. Préface de Yves Lefèvre. Textes présentés et traduits par A. Dupin et J. Boisgontier. Photographies de Félix Arnaudin. Illustrations d’Osmin Ricau et René Rougerie. Bordeaux, Groupement des Amis de Félix Arnaudin – Escole Jaufré-Rudel (Bordeaux, impr. Taris), 1967. XXVII-551 p.
- Chants populaires de la Grande Lande et des régions voisines. Musique, texte gascon et traduction française. Tome II. Préface de Yves Lefèvre. Textes présentés et annotés par S. Wallon, A. Dupin et J. Boisgontier. Photographies de Félix Arnaudin. Illustrations d’Osmin Ricau et René Rougerie. Bordeaux, Groupement des Amis de Félix Arnaudin (Escole Jaufré-Rudel), 1970. 480 p.
- Contes populaires de la Grande-Lande. Première série. Texte gascon et traduction française en regard. Préface de Yves Lefèvre. Textes présentés et traduits par A. Dupin et J. Boisgontier. Nouvelle édition revue et augmentée. Sabres, Groupement des Amis de Félix Arnaudin (Bordeaux, impr. Taris), 1977. 612 p.
- Dictionnaire du français régional des Pays aquitains. Paris, Ed. Christine Bonneton, 1991. 156 p.
- Contes populaires de la Grande-Lande. Edition établie par Jacques Boisgontier et présentée par Guy Latry, avec des commentaires de Marie-Claire Latry. Bordeaux, Parc Naturel Régional des Landes de Gascogne – Editions Confluences, 1994. XXXII-647 p. (« Œuvres complètes », I).
- Chants populaires de la Grande-Lande. Edition établie et présentée par Jacques Boisgontier et Lothaire Mabru, avec une note de Guy Latry. Bordeaux, Parc Naturel Régional des Landes de Gascogne – Editions Confluences, 1995. LXX-452 p. (« Œuvres complètes », III).
- Proverbes populaires de la Grande-Lande. Edition établie et présentée par Jacques Boisgontier. Bordeaux, Parc Naturel Régional des Landes de Gascogne – Editions Confluences, 1996. XIV-473 p. (« Œuvres complètes », II).
- Chants populaires de la Grande-Lande. Edition établie et présentée par Jacques Boisgontier. Bordeaux, Parc Naturel Régional des Landes de Gascogne – Editions Confluences, 1997. XIII-837 p. (« Œuvres complètes », IV).
- Antonin Perbosc. Lo Libre del Campestre. Tolosa, Institut d’Estudis Occitans, 1970.